# Steve Boyum
Steve Boyum (* 9. September 1952 im Los Angeles County als Steven Maurice Boyum) ist ein US-amerikanischer Stuntman, Film- und Fernsehregisseur.

## Leben
Boyum wuchs in Los Angeles auf. Er trieb intensiv verschiedene Sportarten, wie Surfen, Skilaufen und Motocross und arbeitete in all diesen Disziplinen auch als Sportlehrer, bevor er in Hollywood als Stuntman engagiert wurde. Seit 1987 lebt er in Palm Springs.
Boyum ist in über 60 Filmen als Stuntman aufgetreten. Erste Erfahrungen als Regisseur machte er als Second-Unit-Director für die Filme Versprochen ist versprochen (1996), George – Der aus dem Dschungel kam (1997) und Mystery – New York: Ein Spiel um die Ehre (1999). Sein Debüt als Regisseur eines Spielfilms gab er bei der Surfer-Komödie Meet the Deedles (1998) mit Dennis Hopper, Paul Walker und Robert Englund.
Seit 2006 arbeitet Boyum vor allem als Regisseur für Fernsehserien. So inszenierte er einzelnen Episoden von Black Sails, Cold Case – Kein Opfer ist je vergessen, Criminal Minds, Hawaii Five-0, Human Target, Jericho – Der Anschlag, Navy CIS: L.A. und Numbers – Die Logik des Verbrechens

## Filmografie (Auswahl)
- 1998: Meet the Deedles
- 1999: Mamas Rendezvous mit einem Vampir (Mom’s Got a Date with a Vampire)
- 1999: Johnny Tsunami – Der Wellenreiter (Johnny Tsunami, Fernsehfilm)
- 2000: Meine Stiefschwester ist ein Alien (Stepsister from Planet Weird)
- 2001: Motocross
- 2002: Schlappschuss 2 – Die Eisbrecher (Slap Shot 2: Breaking the Ice)
- 2003: Timecop 2 – Entscheidung in Berlin (Timecop: The Berlin Decision)
- 2004: Lady Musketier – Alle für Eine (La Femme Musketeer, Fernsehfilm)
- 2004: Quatermain und der Schatz des König Salomon (King Solomon’s Mines)
- 2005: Supercross